# Beerfelden
Beerfelden is een plaats in de Duitse deelstaat Hessen, gelegen in de Odenwaldkreis. De stad telt  7000 inwoners.

## Geografie
Beerfelden heeft een oppervlakte van 71,18 km² en ligt in het centrum van Duitsland, iets ten westen van het geografisch middelpunt.

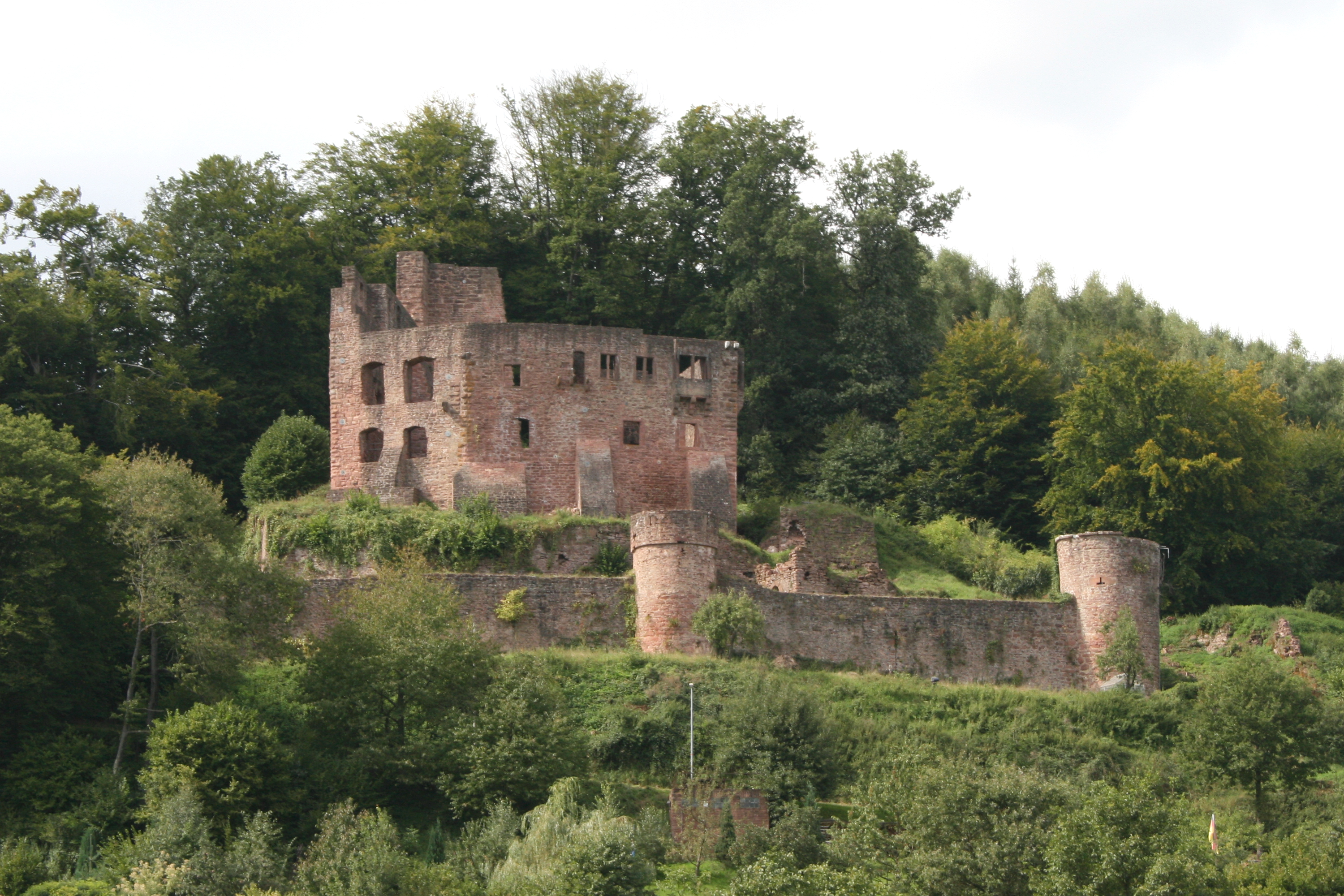
Burcht Freienstein

Bad König · Beerfelden · Brensbach · Breuberg · Brombachtal · Erbach · Fränkisch-Crumbach · Hesseneck · Höchst im Odenwald · Lützelbach · Michelstadt · Mossautal · Reichelsheim · Rothenberg · Sensbachtal